# Sacred Concerts
Sacred Concerts är tre körkompositioner av Duke Ellington från första hälften av 1960-talet. 
De hade stor framgång 1965 vid uruppförandet i Grace Cathedral i San Francisco. Senare framfördes de vid konserter med lokala körer runtom i världen, i nordisk TV med Alice Babs som sångsolist.
Fram till sin bortgång 1974 ägnade sig Duke Ellington i stor utsträckning åt andlig musik. Hans Sacred Concerts kan ses som första steget i denna riktning.